# Parcs provinciaux de l'Île-du-Prince-Édouard
La province de l'Île-du-Prince-Édouard comprend 25 parcs provinciaux.
| Parc provincial                  | Superficie km² | Date de création |
| -------------------------------- | -------------- | ---------------- |
| Argyle Shore                     | 0,19           | 1961             |
| Basin Head                       |                |                  |
| Belmont                          | 0,12           | 1966             |
| Bloomfield                       | 0,05           | 1960             |
| Bonshaw                          | 0,02           | 1960             |
| Brudenell River                  | 5,63           | 1959             |
| Buffaloland                      | 0,62           | 1970             |
| Cabot Beach                      |                |                  |
| Cedar Dunes                      | 0,37           | 1992             |
| Green Park                       | 0,95           | 1960             |
| Jacques Cartier                  | 0,04           | 1960             |
| Kings Castle                     |                |                  |
| Linkletter                       | 0,29           | 1959             |
| Lord Selkirk                     | 0,62           | 1959             |
| Mill River                       | 1,53           | 1970             |
| Northumberland                   | 0,31           | 1967             |
| Panmure Island                   | 0,40           | 1966             |
| Pinette                          | 0,03           | 1965l            |
| Plage de Chelton (Chelton Beach) | 0,07           | 1962             |
| Plage de Souris (Souris Beach)   | 0,09           | 1979             |
| Red Point                        | 0,29           | 1961             |
| Sally's Beach                    |                |                  |
| Strathgartney                    |                |                  |
| Union Corner                     | 0,04           | 1967             |
| Wood Islands                     | 0,09           | 1967             |